# Deal Island (Tasmanien)
Deal Island ist eine unregelmäßig geformte Insel in der Bass-Straße zwischen Australien und Tasmanien. Sie ist Hauptinsel der Kent-Gruppe (englisch Kent Group).
Westlich von Deal Island, getrennt durch den rund ein Kilometer schmalen Murray Pass, liegen die beiden Inseln Erith Island (Norden) und  Dover Island (Süden), die bei Niedrigwasser durch eine kiesige Sandbank miteinander verbunden sind.

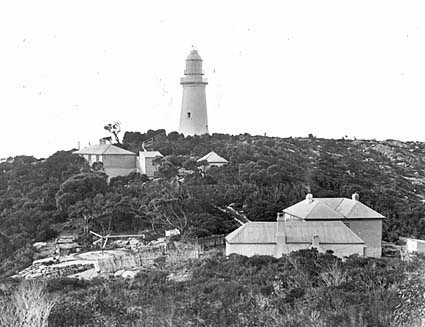
Der Leuchtturm im Jahr 1917

Deal Island hatte mit dem Deal Island Lighthouse den höchstgelegenen Leuchtturm der Südhalbkugel. Der 22 Meter hohe Turm liegt auf 305 m über dem Meeresspiegel im Südwesten auf der höchsten Erhebung der Insel. Diese Höhe verursachte gelegentlich Probleme mit der Sichtbarkeit des Leuchtfeuers bei niedriger Wolkendecke. Der Leuchtturm wurde 1848 gebaut und 1992 außer Dienst gestellt; es wurden dafür Warnlicher im Südwesten und im Nordosten der Insel errichtet. Zeitweilig waren Robbenjäger und Viehzüchter auf der Insel ansässig.
Die Insel gehört zum Kent-Group-Nationalpark. Die Insel verfügt über einen Bootssteg, einige Häuser und ein Museum im ehemaligen Leuchtturmwärterhaus. Einige Freiwillige leben ganzjährig auf der Insel, um die Tiere und Natur der Insel zu betreuen. Auch die Gewässer rund um die Insel sind Schutzgebiet. Da die Insel nur per Boot erreicht werden kann, wird der Nationalpark von weniger als 1000 Personen pro Jahr besucht.
Zu den häufigsten Tieren auf Deal Island zählen Meeresvögel, Bennett-Wallabys und Kusus. Die Gewässer um die Insel sind äußerst fischreich.